# Ведьмак (телесериал, 2002)
«Ведьма́к» (пол. Wiedźmin) — польский телесериал, состоящий из 13 серий, являющийся экранизацией сборников рассказов Анджея Сапковского «Последнее желание» и «Меч Предназначения», входящих в цикл «Ведьмак». В главной роли ведьмака Геральта снялся Михал Жебровский. Сериал был выпущен в 2002 году.
Ещё до первого показа сериал был выпущен в виде 130-минутного фильма, представляющего собой сокращённую версию сериала.

## Сюжет
В мире, где в диких краях живут драконы, а в лесных урочищах поджидают путников монстры, орден ведьмаков защищает людей от чудовищ. Созданные из людей при помощи магии, обученные с раннего возраста, ведьмаки являются профессиональным истребителями чудовищ. Одним из таких ведьмаков является главный герой — Геральт из Ривии, Белый волк.
Судьба связывает предназначением Геральта с маленькой девочкой, принцессой из княжества Цинтры. Против своей воли ведьмак оказывается в центре событий, где ключевой фигурой является Цирилла, наследница престола и по совместительству носитель генетического оружия эльфов.
Ведьмаку предстоит пройти через множество испытаний, и острый меч найдёт себе достойные цели.

## В ролях
| Актёр                 | Роль                            |
| --------------------- | ------------------------------- |
| Михал Жебровский      | ведьмак Геральт из Ривии        |
| Мацей Лагодзиньский   | молодой Геральт                 |
| Збигнев Замаховский   | бард Лютик                      |
| Гражина Вольщак       | чародейка Йеннифэр              |
| Марта Битнер          | принцесса Цинтры Цирилла (Цири) |
| Ежи Новак             | старший ведьмак Весемир         |
| Анна Дымна            | Нэннеке                         |
| Кинга Ильгнер         | княжна Крейдена Ренфри          |
| Эва Вишневская        | Королева Цинтры Калантэ         |
| Агата Бузек           | принцесса Цинтры Паветта        |
| Мацей Козловский      | Фальвик                         |
| Рафал Круликовский    | Недамир                         |
| Даниэль Ольбрыхский   | король эльфов Филавандрель      |
| Эдвард Жентара        | Король Фольтест                 |
| Магдалена Гурска      | дочь Фольтеста принцесса Адда   |
| Каролина Грушка       | Моренн                          |
| Бронислав Вроцлавский | чародей Истредд                 |
| Ольгерд Лукашевич     | чародей Стрегобор               |
| Марек Вальчевский     | Эйк из Денесле                  |
| Влодзимеж Мусял       | Сегелин                         |
| Мариан Глинка         | добытчик Богольт                |
| Томаш Заливский       | мэр Блавикена                   |
| Хенрик Таляр          | Эльдар де Кастеберг             |
| Марек Баргеловский    | Велерад                         |
| Агнешка Дыгант        | эльфийка Торувьель              |
| Лех Дыблик            | сильван Торкве                  |
| Мирослав Зброевич     | ведьмак Сорель                  |
| Анджей Хыра           | Борх Три Галки                  |
| Агнешка Ситек         | Адела                           |

| Актёр              | Роль                                  |
| ------------------ | ------------------------------------- |
| Мария Пешек        | прорицательница Иола                  |
| Дорота Каминьска   | Эйтне                                 |
| Яцек Кадлубовский  | Осберт                                |
| Войцех Дурьяш      | старый ведьмак                        |
| Магдалена Важеха   | мать Геральта Висенна                 |
| Рафал Мор          | Тайллес                               |
| Михал Милович      | Крах ан Крайт                         |
| Камила Сальверович | жрица                                 |
| Войцех Биллип      | купающийся музыкант                   |
| Дариуш Бискупский  | Цикада                                |
| Ярослав Боберек    | Ярпен Зигрин                          |
| Михал Брайтенвальд | городской стражник                    |
| Ежи Жидкевич       | жрец                                  |
| Анджей Бжеский     | мужчина в гостинице                   |
| Вальдемар Котас    | трактирщик из Эрленвальда             |
| Богуслав Сар       | стражник из Вызимы                    |
| Кароль Стемковский | камергер в замке Цинтры               |
| Здислав Шимборский | медик                                 |
| Ежи Слонка         | трактирщик из Новиграда               |
| Мальгожата Липманн | Лилль                                 |
| Дариуш Сястач      | бард на пиру в Цинтре Дрогодар        |
| Павел Малашиньский | молодой человек в гостинице           |
| Януш Чабиор        | Одноглазый головорез Фальвика         |
| Ежи Шейбаль        | маршал в королевстве Цинтра Виссегерд |
| Рафал Валентович   | мастер ведьмак                        |
| Дариуш Якубовский  | рыцарь Йож из Эрленвальда             |
| Александр Беднаж   | друид Мышовур                         |
| Анджей Слабяк      | Острит                                |

## Саундтрек

### Производство
Композитор — Гжегож Цеховский (пол. Grzegorz Ciechowski);
Музыкальный консультант — Мальгожата Пжедпельска-Беник (пол. Małgorzata Przedpełska-Bieniek);
Музыкальные эффекты — Яцек Кусьмерчик (пол. Jacek Kuśmierczyk);
Оператор — Богдан Стахурский (пол. Bogdan Stachurski);
Исполнительный продюсер — Михал Шчербиц (пол. Michał Szczerbic);
Продюсеры — Лев Рывин (пол. Lew Rywin), Павел Поппе (пол. Paweł Poppe), Славомир Роговский (пол. Sławomir Rogowski);
Сценография — Ева Пжыбыль (пол. Ewa Przybył), Анджей Пжыбыль (пол. Andrzej Przybył);
Вокал:
- Женский вокал (меццо-сопрано) — Алиция Венгожевська (пол. Alicja Wiengożewska);
- Мужской вокал — Збигнев Замаховский (пол. Zbigniew Zamachowski);
- Мужской вокальный хор «Kairos» под руководством Бориса Сомершафа (пол. Borys Somerschaf).

Музыкальное сопровождение:
- Клавишные инструменты — Гжегож Цеховский (пол. Grzegorz Ciechowski);
- Гитары — Збигнев Кжываньский (пол. Zbigniew Krzywański);
- Индийская скрипка (ravanhuta) — Майкл Джонс (англ. Michael Jones).

Программирование — Гжегож Цеховский (пол. Grzegorz Ciechowski);
| №  | Название композиции     | Перевод названия композиции на русский язык | Время |
| -- | ----------------------- | ------------------------------------------- | ----- |
| 1  | Wiedźmin                | Ведьмак                                     | 5:01  |
| 2  | Pocałunek Yennefer      | Поцелуй Йеннифэр                            | 2:07  |
| 3  | Zew wilka               | Зов волка                                   | 2:54  |
| 4  | Pierwsza rada Jaskra    | Первый совет Лютика                         | 0:48  |
| 5  | Oniria                  |                                             | 2:09  |
| 6  | Lawina                  | Лавина                                      | 2:06  |
| 7  | Sen Yen                 | Сон Йен                                     | 2:11  |
| 8  | Druga rada Jaskra       | Второй совет Лютика                         | 1:09  |
| 9  | Odnajdę cię, Ciri       | Я найду тебя, Цири                          | 5:11  |
| 10 | Uciekajcie!             | Убегайте!                                   | 0:44  |
| 11 | Trzecia rada Jaskra     | Третий совет Лютика                         | 0:42  |
| 12 | Koniec z bandą Renfri   | Конец банды Ренфри                          | 2:05  |
| 13 | Jak gwiazdy nad traktem | Как звёзды над трактом                      | 1:48  |
| 14 | Śmierć Renfri           | Смерть Ренфри                               | 0:44  |
| 15 | Bajka dla małej driady  | Сказка для маленькой дриады                 | 2:09  |
| 16 | Leczenie ran            | Лечение ран                                 | 1:45  |
| 17 | Karczma w Blaviken      | Корчма в Блавикене                          | 0:26  |
| 18 | Zapachniało jesienią    | Повеяло осенью                              | 1:27  |
| 19 | Ballada dla Yen         | Баллада для Йен                             | 1:04  |
| 20 | Czwarta rada Jaskra     | Четвёртый совет Лютика                      | 2:06  |
| 21 | Ratuj, Wiedźminie!      | Спасай, Ведьмак!                            | 3:24  |
| 22 | Nie pokonasz miłości    | Тебе не побороть любовь                     | 3:35  |

## Отличия

### Отличия от книги
Важнейшим отличием являются события, описанные в первых двух сериях: «Детство» и «Человек. Первая Встреча». Основной части этих событий не было в книге, остальное было упомянуто мимолетно в виде воспоминаний Геральта. Напомним, что первая глава книги начинается с описания странствий уже взрослого, опытного Геральта.
- В книге Каэр Морхен — Крепость, в сериале — сложный комплекс пещер. В книге «Кровь эльфов» Каэр Морхен уже давно заброшенная крепость, где после атаки религиозных фанатиков были утрачены все таинства создания ведьмаков, в сериале же, пещеры населяют друиды и другие ведьмаки, а Школа Волка продолжает готовить новых «убийц чудовищ».
- В книге мать Нэннэке осталась жива, и не было пожара в святилище Мелитэле.
- В книге граф Фальвик всего лишь рыцарь ордена Белой Розы, в сериале же он ведьмак-ренегат, имевший имя Гвидон. Также в книге есть упоминания, что ведьмаки не наследуют ни чинов, ни титулов, а Фальвик после изгнания не только сохранил за собой дворянский статус, но и свободно переметнулся к Нильфгаарду.
- В книге Весемир — бодрый, хоть и пожилой ведьмак, а в сериале — жрец, старейшина, умерший от старости. В роли «учителя» для молодого Геральта выступает другой ведьмак, который приехал к Корину и Висенне за мальчиком по Праву Неожиданности.
- В книге мать Геральта, чародейка Висенна сама отдала сына на воспитание ведьмакам, в сериале же ребёнка отбирают у неё и Корина насильно, в то время как она мирная травница, а он охотник. К тому же, в книге она описана рыжей.
- В книге кодекс ведьмаков — свод некоторых правил, которым ведьмаки стараются придерживаться и которыми могут проще пояснять свои действия для окружающих. Кодекса как такового не существовало, свой кодекс Геральт придумал сам для себя и менял в зависимости от обстоятельств. В сериале — ведьмачий кодекс является жестким сводом догматов, за нарушение которого ведьмака могут лишить мечей и медальона, а также изгнать и даже казнить.
- В книге нет данных о том, что когда-либо ранее существовали ведьмачки. Когда Цири появилась в Каэр Морхене, ведьмаки говорили о том, что понятия не имеют, как её воспитывать, что с ней делать, а также говорилось о том, что они не могут подвергать её мутации, так как на девушек этот процесс не рассчитан.
- В сериале Дани является простым дворянином из Мехта и союзником Редании (хотя Мехт достаточно далек от Редании и вообще является частью Нильфгаарда), а не скрывающимся наследником Нильфгаарда. Сам Нильфгаард, в отличие от книги, представляет собой ультранационалистическое королевство с военной олигархией во главе. Кроме того он уже начал свой поход на соседей на момент прибытия Геральта в Цинтру.

### Отличия между фильмом и сериалом
Телефильм является сокращенной и перемонтированной версией сериала. Именно эта версия в основном подвергалась критике со стороны поклонников за сильно урезанный сценарий.
- Детство Геральта и его обучение в Каэр Морхене в фильме полностью вырезаны и показаны в виде коротких «флешбэков», в то время как в сериале они занимают две первых серии.

## Критика
Критики встретили телесериал в целом неодобрительно. Недовольство вызвали, главным образом, техническая сторона съёмок — сериал был малобюджетным — и сокращенный, по сравнению с книгой, сценарий, в котором вольно обобщались повести о Ведьмаке. Анджей Сапковский экранизацией остался очень недоволен:

Не спрашивайте меня о фильме! Сейчас пост — польский католик, шляхтич, не может матом говорить.  
Нельзя употреблять мат в пост!

Вместе с тем, в Польше на фестивале Orli-2002, «Ведьмак» был выдвинут на премию в пяти категориях:
- за главную мужскую роль (Михал Жебровский — Геральт),
- музыка (Гжегож Цеховский),
- за женскую роль второго плана (Анна Дымна — Нэннеке),
- костюмы,
- монтаж.

## Создание
Идея вооружить главного героя катаной и обучить приёмам айкидо принадлежала композитору Гжегожу Цеховскому.

### Рецензии
- Fantasy Club
- Excalibur